# Morikiyo Ideura
Morikiyo Ideura (jap. 出浦盛清 Ideura Morikiyo; ur. 1546, zm. 1623) - od okresu Sengoku do wczesnego okresu Edo wasal klanu Sanada. Ninja Kōshūryū (jap. 甲州流). Obrońca prowincji Tsushima. Urodzony w Sakaki w prowincji Shinano.

## Dokonania
Ideura pełnił funkcję gubernatora w prowincji Kai pod rządami rodu Takeda. Dowodził grupą ninja dokonującą infiltracji w zamkach i fortecach przeciwnika. Wcześniej sam działał jako ninja. Był niezwykle doświadczony na polu własnej działalności. Po upadku klanu Takeda służył pod Nagayoshi Mori. Od 1583 roku służył klanowi Sanada (Masayuki Sanada, Nobuyuki Sanada). Dowodził ninja we wschodniej Japonii. W czerwcu 1590 prowadził ciężkie walki z ninja klanu Hōjō pod zamkiem Oshi.